# OR10V1
OR10V1 (англ. Olfactory receptor family 10 subfamily V member 1) – білок, який кодується однойменним геном, розташованим у людей на короткому плечі 11-ї хромосоми. Довжина поліпептидного ланцюга білка становить 309 амінокислот, а молекулярна маса — 34 746.
| 10         |  | 20         |  | 30         |  | 40         |  | 50         |
| ---------- |  | ---------- |  | ---------- |  | ---------- |  | ---------- |
| MEGINKTAKM |  | QFFFRPFSPD |  | PEVQMLIFVV |  | FLMMYLTSLG |  | GNATIAVIVQ |
| INHSLHTPMY |  | FFLANLAVLE |  | IFYTSSITPL |  | ALANLLSMGK |  | TPVSITGCGT |
| QMFFFVFLGG |  | ADCVLLVVMA |  | YDQFIAICHP |  | LRYRLIMSWS |  | LCVELLVGSL |
| VLGFLLSLPL |  | TILIFHLPFC |  | HNDEIYHFYC |  | DMPAVMRLAC |  | ADTRVHKTAL |
| YIISFIVLSI |  | PLSLISISYV |  | FIVVAILRIR |  | SAEGRQQAYS |  | TCSSHILVVL |
| LQYGCTSFIY |  | LSPSSSYSPE |  | MGRVVSVAYT |  | FITPILNPLI |  | YSLRNKELKD |
| ALRKALRKF  |  |            |  |            |  |            |  |            |

A: Аланін

C: Цистеїн

D: Аспарагінова кислота

E: Глутамінова кислота

F: Фенілаланін

G: Гліцин

H: Гістидин

I: Ізолейцин

K: Лізин

L: Лейцин

M: Метіонін

N: Аспарагін

P: Пролін

Q: Глутамін

R: Аргінін

S: Серин

T: Треонін

V: Валін

W: Триптофан

Кодований геном білок за функціями належить до рецепторів, g-білокспряжених рецепторів, білків внутрішньоклітинного сигналінгу. 
Локалізований у клітинній мембрані, мембрані.